# Very-high-density cable interconnect

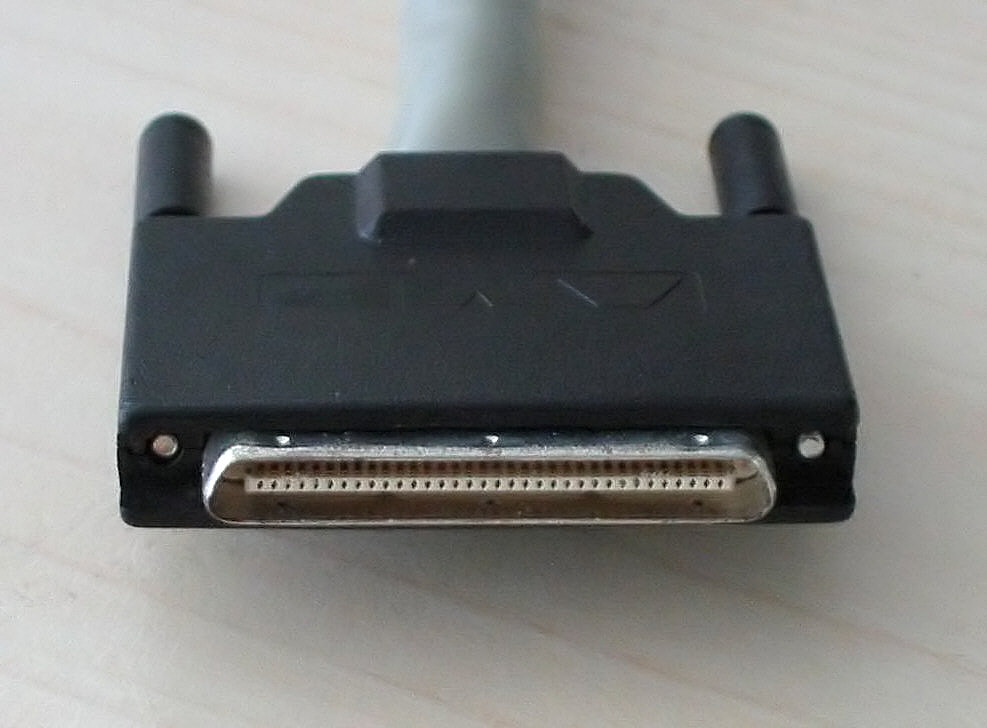
Un conector VHDCI.

Very-high-density cable interconnect (VHDCI) es un conector de 68 pines que se introdujo en el documento SPI-3 de SCSI-3. El conector VHDCI es un conector muy pequeño que permite la colocación de cuatro conectores SCSI anchos en la parte posterior de una sola ranura para tarjetas PCI. Físicamente, parece un conector tipo Centronics en miniatura. Utiliza la asignación de pin regular de 68 contactos. El conector macho (enchufe) se usa en el cable y el conector hembra ("receptáculo") en el dispositivo.

## Otros usos
demás del uso estandarizado con la interfaz SCSI, varios proveedores también han usado conectores VHDCI para otros tipos de interfaces de computadora:
- NVidia: para una interconexión externa de 8 carriles PCI Express, y se utiliza en Quadro Plex VCS y en Quadro NVS 420 como un conector de puerto de pantalla
- ATI Technologies: en el FireMV 2400 para transmitir dos señales DVI y dos VGA en un solo conector, y conectar dos de estos conectores uno al lado del otro para permitir que el FireMV 2400 sea una tarjeta de pantalla cuádruple de bajo perfil
- Juniper Networks: para sus PIC (tarjetas de interfaz física) 100Base-TX de 12 y 48 puertos. El cable se conecta al conector VHDCI en el PIC en un extremo, a través de un conector RJ-21 en el otro extremo, a un panel de conexión RJ-45.
- Cisco: en cables de apilamiento  StackWise 3750
- National Instruments: en sus tarjetas de E / S digitales de alta velocidad